# Stanisław Szembek
Stanisław Szembek (Morawica, 1650 – Skierniewice, 3 de agosto de 1721) foi um bispo católico polonês.

## Biografia[1]
Nativo de Morawica, abraçou a vida eclesiástica em 1678 e tornou-se cônego da Catedral de Przemyśl, e arquidiácono de Zawichost .
Em 1690 ele foi eleito bispo titular de Dionísias, e bispo auxiliar de Cracóvia. Depois, se tornou abade comendatório de Mogilá em 1699.
Foi transferido para a sede residencial de Cuiávia em 1700, e tornou-se cônego do Capítulo Metropolitano de Cracóvia.
Em 1706, foi promovido ao arcebispado, e transferido para a Sé Metropolitana de Gniezno, que estava ligada a dignidade de primaz da Polónia .
Ele morreu em 3 de agosto de 1721.

## Genealogia episcopal e sucessão apostólica
Sua genealogia episcopal é:
- Cardeal Scipione Rebiba
- Cardeal Giulio Antonio Santori
- Cardeal Girolamo Bernerio, OP
- Bispo Cláudio Rangoni
- Arcebispo Wawrzyniec Gembicki
- Arcebispo Jan Wężyk
- Bispo Piotr Gembicki
- Bispo Jan Gembicki
- Bispo Bonawentura Madaliński
- Bispo Jan Małachowski
- Arcebispo Stanisław Szembek

A sucessão apostólica é:
- Bispo Franz Julian von Braida (1703)
- Bispo Felicjan Konstanty Szaniawski (1707)
- Arcebispo Krzysztof Antoni Szembek (1711)
- Bispo Krzysztof Andrzej Jan Szembek (1713)
- Bispo Alexander Antoni Pleszowice Fredro (1719)